# کیم شاتاک
کیم شاتاک (۱۷ ژوئیه ۱۹۶۳ _ ۲ اکتبر ۲۰۱۹) گیتاریست و خواننده اصلی گروه د مافز بود. او در سال ۲۰۱۳عضو گروه پیکسیز بود و برای این گروه به نواختن گیتار بیس می‌پرداخت. او از سال ۱۹۸۵ تا ۱۹۹۰ عضو گروه د پاندوراس بود. در سال ۲۰۰۱، خواننده، گیتاریست و ترانه‌نویس گروه د بردز بود، گروهی سوپرپاپ که از شاتاک، لیزا مار و شری سولینگر تشکیل شده بود. شاتاک در برخی از ترانه‌های دیگر گروه‌ها از جمله NOFX نیز به آوازخوانی پرداخته‌است.